# Antonio Arnao
Antonio Arnao y Espinosa de los Monteros, född 1829 i Murcia, död 1889, var en spansk författare.
Arno, som var teatercensor i Madrid, var en fin och försynt natur, som ville leva i frid och obemärkthet och önskade, att hans liv måtte "flyta som en stilla bäck omgiven av grönska", som han skrev i sin Amor á la soledad. Hans arbeten i övirgt är de lyriska dramerna Don Rodrigo (1857), Las navas de Cortés, Guzman el bueno (1876), Pelayo, Muerte de Garcilaso, La hija de Jefté och La Gitanella.